# William Hill Brown

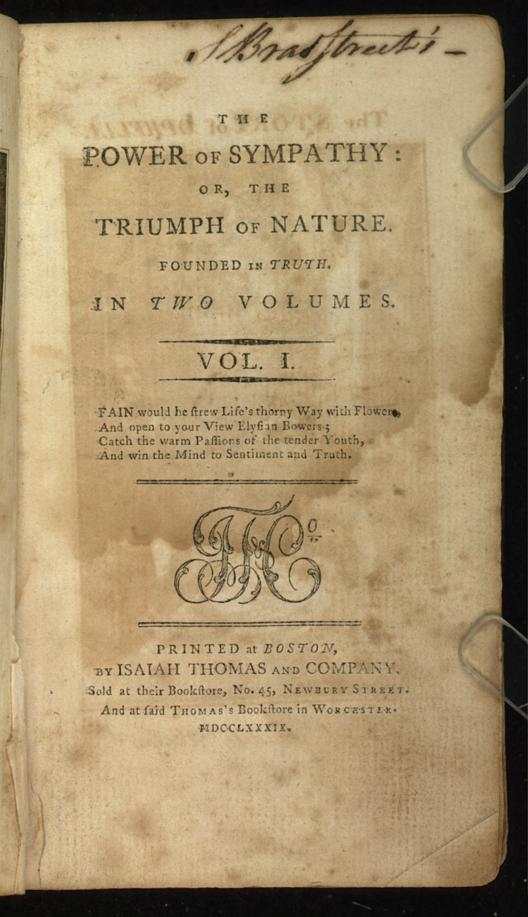
The Power of Sympathy de William Hill Brown (1789), pagină de titlu

William Hill Brown (n. noiembrie 1765, Boston, Provincia Massachusetts Bay – d. 2 septembrie 1793, Carolina de Nord, SUA) a fost un romancier american, autorul a ceea ce este de obicei considerat primul roman american, The Power of Sympathy (1789) și Harriot, or the Domestic Reconciliation, precum și eseul serial „The Reformer”, publicat în revista Massachusetts Magazine a lui Isaia Thomas. În ambele, Brown dovedește o cunoaștere extinsă a literaturii europene, de exemplu Clarissa de Samuel Richardson, dar încearcă să ridice literatura americană din corpusul britanic prin alegerea unui cadru american.